# Qui tire le premier ?
Pour plus de détails, voir Fiche technique et Distribution.
Qui tire le premier ? (A Time for Dying) est un film américain de Budd Boetticher tourné en 1969, sorti en 1982.

## Synopsis
Cass Bunning est un jeune fermier à qui son père a appris à être le tireur le plus rapide de l'Ouest. Il voyage dans une contrée sauvage, tel un Candide toujours optimiste. Il rencontre une jeune femme de la côte Est, Nellie, qui a répondu à une annonce pour un travail de serveuse et est arrivée dans la petite ville de Silver City pour découvrir que l'endroit est en fait un bordel.
Plus tard Cass et Nellie se retrouvent à Vinegaroon, au Texas, une ville tenue par le légendaire Juge Roy Bean. Ce dernier prend en sympathie les jeunes gens mais les oblige à se marier pour éviter d'être punis du crime de "cohabitation indécente".
Échappant à la protection du juge, Cass et Nellie s'en vont avec l'intention de gagner la ferme du père de Cass. Ils n'y arriveront jamais...

## Fiche technique
- Titre original : A Time for Dying
- Titre français : Qui tire le premier ?
- Réalisation : Budd Boetticher
- Scénario : Budd Boetticher
- Direction artistique : Les Thomas
- Décors : Andy Nealis
- Costumes : Eddie Armand
- Photographie : Lucien Ballard
- Son : John Carter (ingénieur du son)
- Montage : Harry Knapp
- Musique : Harry Betts
- Production : Audie Murphy
- Société de production : Fipco Productions
- Société de distribution : Etoile Distribution
- Pays d’origine :  États-Unis
- Langue originale : anglais
- Format : couleur (De Luxe) — 35 mm — son Mono
- Genre : Western
- Durée : 67 minutes
- Date de sortie :
  - États-Unis : 2 juin 1982

## Distribution
- Richard Lapp : Cass Bunning
- Anne Randall (en) : Nellie Winters
- Bob Random : Billy Pimple
- Victor Jory : le juge Roy Bean
- Audie Murphy : Jesse James
- Willard Willingham : Frank James
- J. N. Roberts : Bob Ford
- Beatrice Kay (en) : Mamie
- Ron Masak : le tenancier du bar
- Burt Mustin (en) : Ed
- Peter Brocco : Seth
- Walter Reed : le maire de Silver City
- Louis Ojena : le forgeron de Silver City
- Jorge Rado : le banquier de Silver City
- Charles Wagenheim : Milton
- Ira Angustain : Pepe
- Terry M. Murphy : Sonny
- Skip Murphy : Curly

## Autour du film
- Ce fut le dernier film d'Audie Murphy, qui mourut le 28 mai 1971 dans un accident d'avion. Cette mort peu de temps après le tournage de ce film dont Audie Murphy était aussi producteur rendit difficile les problèmes de gestion des droits du film, qui ne sortit officiellement qu'en 1982.